# Thibaut de Marly
Pour les articles homonymes, voir Thibaut#Saints chrétiens.

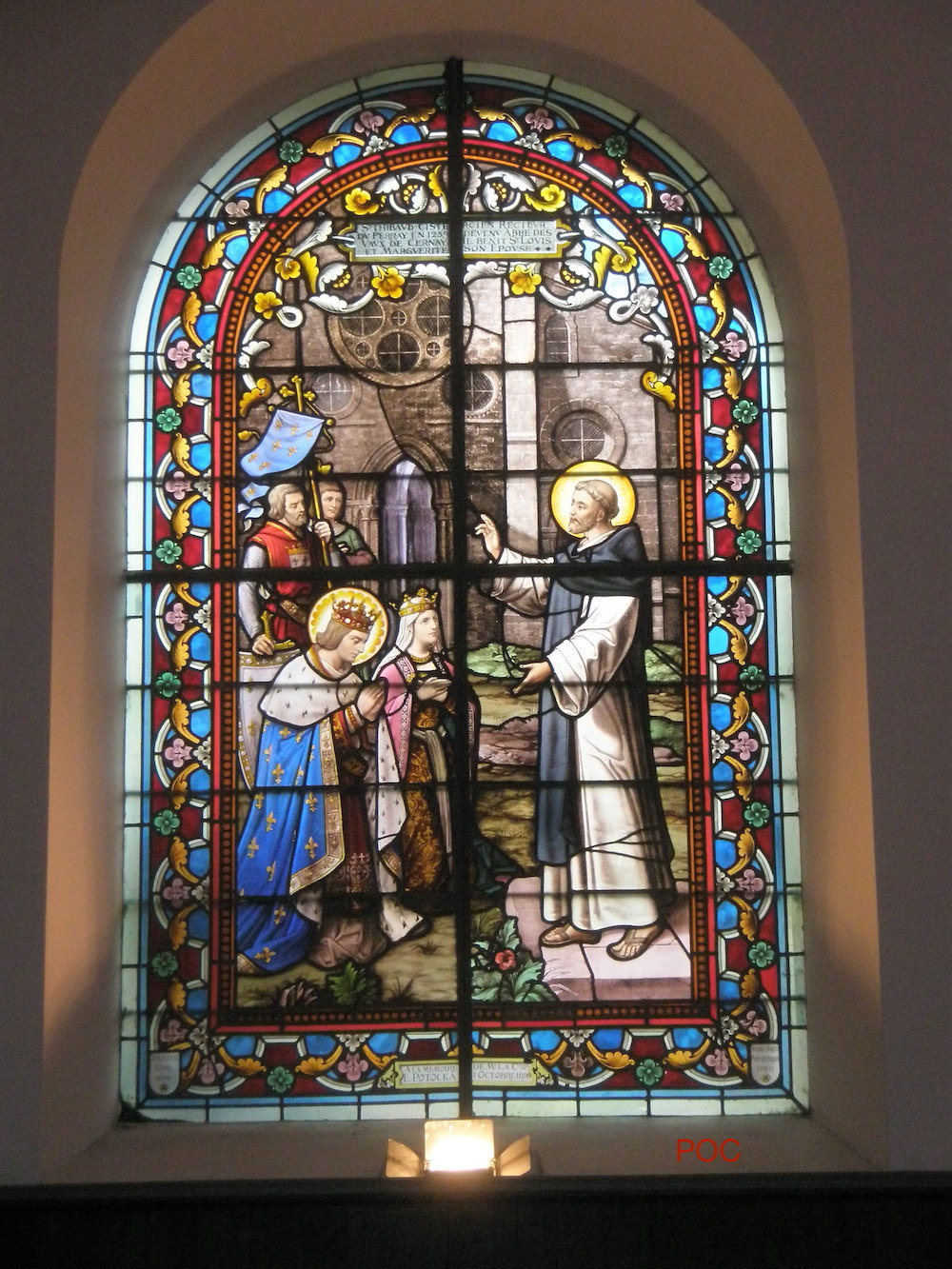
Saint Thibaut de Marly, Abbé des Vaux-de-Cernay bénissant le roi saint Louis et la reine Marguerite dans l'abbatiale. Vitrail de l'église du Perray-en-Yvelines, offert par la comtesse Potocka qui avait une résidence de chasse dans ce village de la forêt de Rambouillet. Photo par Pierre-Olivier Combelles.

Thibaut de Marly, mort en 1247, est un moine cistercien français de l'abbaye des Vaux-de-Cernay, dont il est abbé de 1235 à sa mort.  Reconnu saint, il est liturgiquement commémoré le 8 juillet.

## Jeunesse
Fils du croisé Bouchard de Marly, et de Mathilde de Châteaufort (petite fille du roi Louis VI), né au château de Marly, il reçoit comme tout noble une éducation militaire mais dans un milieu très chrétien.
Dès son plus jeune âge, il manifeste une grande dévotion à la Sainte Vierge dont il dit qu'elle est « sa bonne Mère et sa chère Maîtresse ». Il s'intéresse aussi beaucoup aux monastères dont son père est un grand bienfaiteur : les Vaux-de-Cernay et Port-Royal.
Proche de la famille royale, il pratique le métier des armes et devient chevalier à la cour de Philippe Auguste.

## Vie religieuse
C'est à l'abbé des Vaux-de-Cernay, Thomas (1210-1229), qu'il parle en premier de son désir de vie religieuse. Toutefois, ce dernier le met en garde, lui faisant valoir la sévérité d'une vie cistercienne par rapport à celle que mène le jeune homme auparavant. En 1226, Thibaut entre tout de même à l'abbaye des Vaux-de-Cernay qui représente son idéal de vie.
Dès 1230, il est nommé prieur par l'abbé Richard, et il est élu abbé à son tour, à la mort de celui-ci en 1235. Dès lors, il accomplit de multiples tâches, depuis l'agrandissement de l'abbaye, travaux obligés par le nombre croissant des moines, jusqu'à l'entretien des bâtiments existants. Toujours vêtu d'habits rustiques et élimés, il dit que ce manque de luxe convient exactement à ce que saint Bernard a demandé.
Sa dévotion à la Vierge Marie est intense. Il exige que sur les livres de chœur, son nom soit écrit en lettres rouges : « Nom suave de la Bienheureuse Vierge, Nom béni, Nom vénérable, Nom ineffable, Nom aimable dans toute l'éternité ». À ceux qui lui reprochent cette dévotion qu'ils trouvent envahissante, il répond : « Sachez que je n'aime la Sainte Vierge autant que je fais, que parce qu'elle est la Mère de mon Seigneur Jésus-Christ ; que si elle ne l'était point, je ne l'aimerais pas plus que les autres saintes vierges. Ainsi, c'est Jésus-Christ même que j'aime, que j'honore et que je révère en elle ».

## Charges
Guillaume d'Auvergne, évêque de Paris, lui confie la direction spirituelle des moniales de Port-Royal. En 1236, il est chargé de l'inspection de l'abbaye de la Joie-lès-Nemours, tandis que le chapitre général de 1237 lui confie la direction de celle de Notre-Dame du Trésor dans le Vexin. Il a aussi à diriger l'abbaye d'hommes du Breuil-Benoît près d'Évreux.
Ayant entendu parler de la sainteté de l'abbé des Vaux-de-Cernay, le roi Louis IX (qui sera lui aussi canonisé), le réclame à la cour et lui demande de prier afin que lui et la reine Marguerite de Provence aient une descendance. Thibaut leur fait également boire l’eau de fontaine de l'abbaye. Le 11 juillet 1240, la reine met au monde sa première fille, Blanche, qui meurt en bas âge, mais qui a de nombreux frères et sœurs. Le roi et la reine, reconnaissants, dotent richement l'abbaye des Vaux-de-Cernay. 
Thibaut est accaparé par d'autres charges qui l'obligent à s'absenter de son abbaye, il le déplore en disant : « Ô mon âme, ton Bien-Aimé, celui que tu cherches et que tu désires n'est pas ici ; retournons, je te prie, à Vaux-de-Cernay, c'est là que tu le trouveras, que tu converseras avec lui et que tu auras le bonheur de le voir par la foi dans l'oraison, en attendant que tu le voies face à face et tel qu'il est en lui-même. Retourne, Sunamite, à ton monastère, retournes-y promptement, et là tu adoreras ton Dieu avec plus de dévotion et de sûreté ! ».
Malade depuis quelque temps, il meurt le 7 décembre 1247, et est enterré dans la salle du chapitre avec ses prédécesseurs. Sur sa tombe les moines posent un simple dalle ornée d'une crosse et de cette courte inscription disposée en équerre sur le côté droit : 
« Hic jacet Theobaldus abbas » (« Ci-gît l'abbé Thibauld »).
Après sa mort, les pèlerins accourent en foule ; la reine et son fils, le roi Philippe III le Hardi, viennent plusieurs fois visiter le tombeau. Comme ils ne peuvent pas entrer dans la salle du chapitre voir la tombe du saint, on transfère ses restes en 1261 dans la chapelle de l'infirmerie.

## Reliques et canonisation

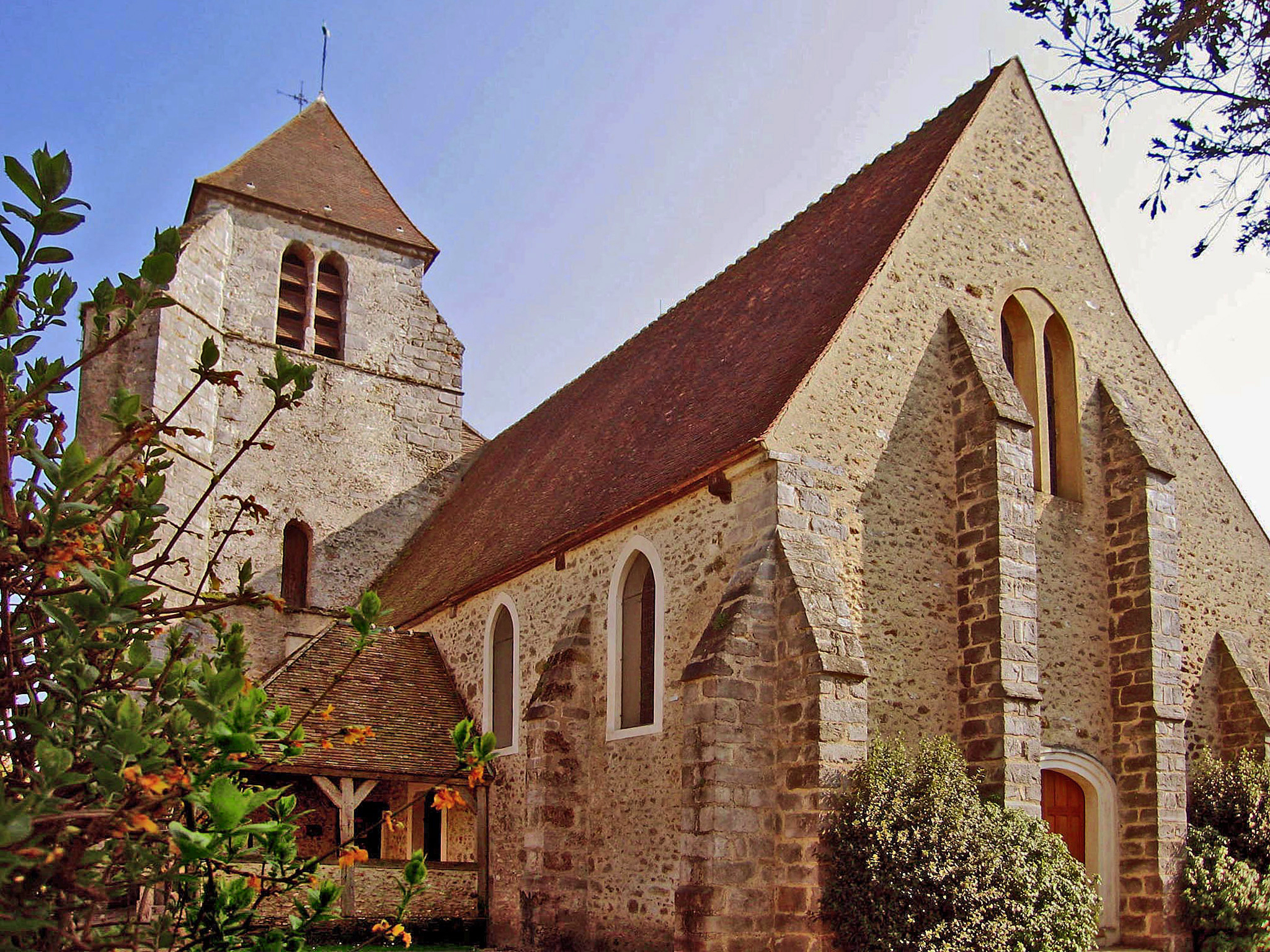
L'église Saint-Brice de Cernay-la-Ville.

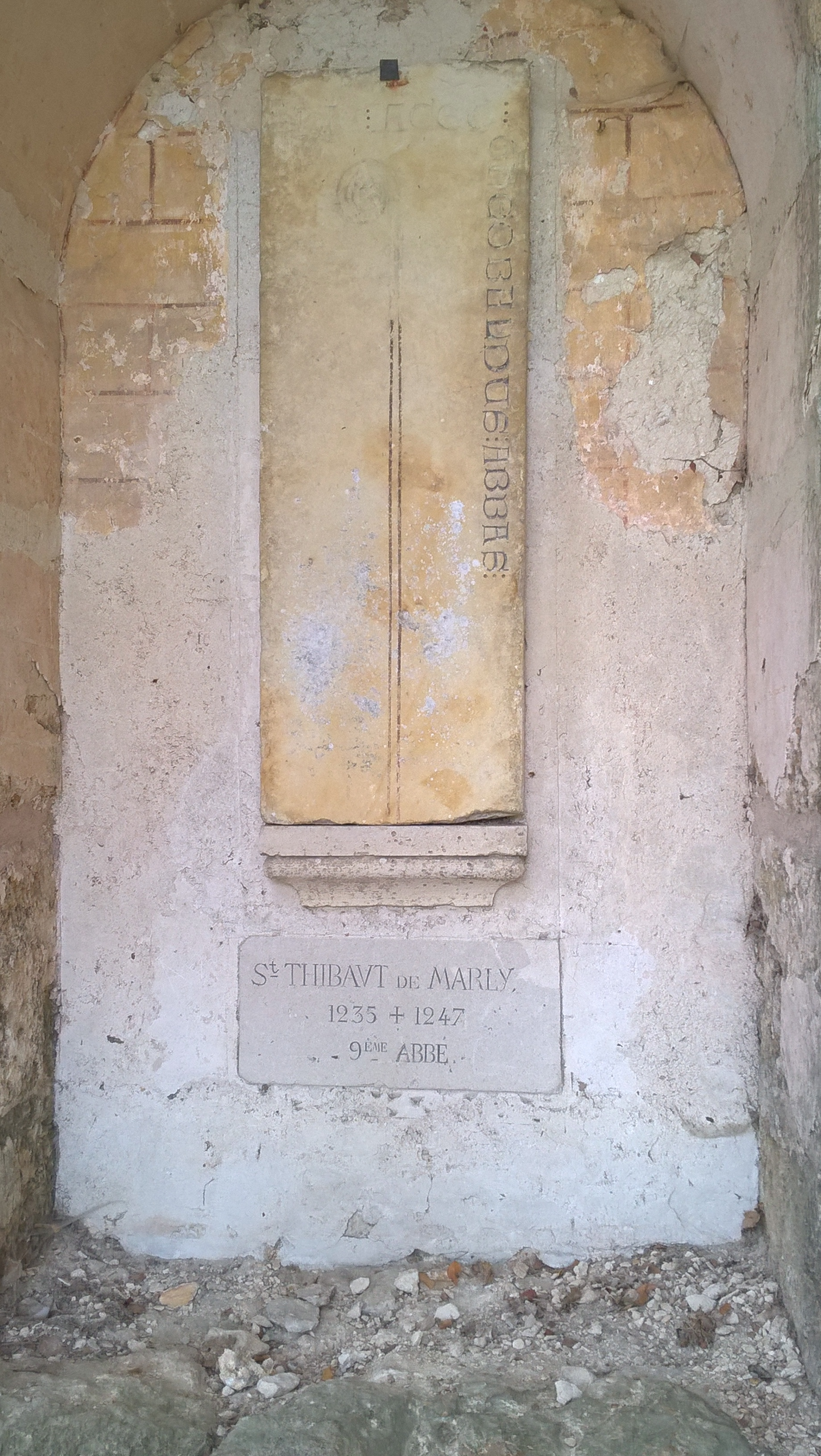
Dalle funéraire de Thibaut de Marly apposée dans la nef latérale sud de l'église de l'abbaye des Vaux-de-Cernay.

Après avoir été déclaré saint, ses reliques sont portées dans l'église abbatiale le 8 juillet 1270, et placées dans un sarcophage de pierre posé sur quatre colonnes. À la Révolution, l'abbaye est détruite et les reliques de saint Thibaut brûlées, à l'exception du chef (le crâne) qui est conservé dans la chapelle Sainte-Marie de l'église Saint-Brice de Cernay-la-Ville. 
Le 29 septembre 1710, son culte est officiellement reconnu et approuvé par le pape Clément XI. Il est liturgiquement commémoré le 8 juillet.
Il est particulièrement vénéré à Beuvron-en-Auge (canton de Cambremer) où il est réputé pour « guérir » les ulcères et les tremblements.